# Onex

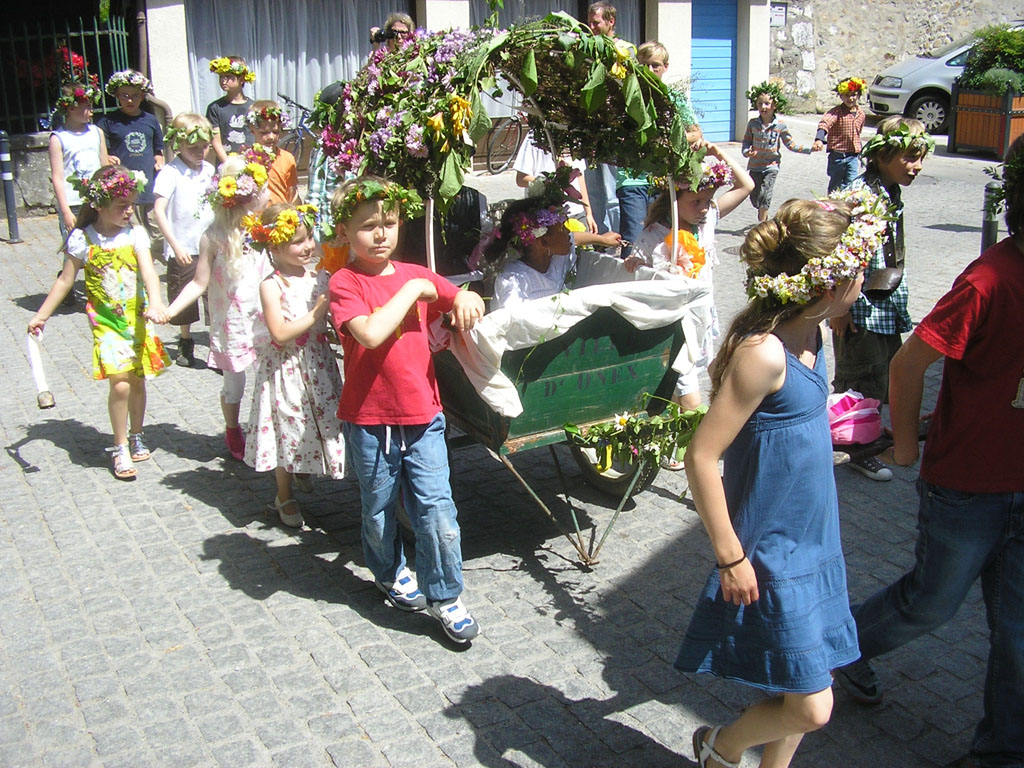
Festividad de los Mayos en Onex, 2011

Onex es una ciudad y comuna suiza del cantón de Ginebra. Limita al norte con la comuna de Vernier, al este con Lancy, al sur con Plan-les-Ouates, y al oeste con Confignon y Bernex.

## Ciudades Hermanadas
- Bandol.
- Liestal.
- Massagno.

## Personas famosas
- Éric Stauffer (antiguo alcalde)